# 新界原居民
新界原居民指於1898年英國租借新界（即界限街以北、深圳河以南地區以及部分離島）及鄰近235個島嶼之前已在各鄉村定居者及其後人。
法律上香港只在新界有原居民；新九龍原來的13個鄉村、九龍和香港島上居住的農民、漁民，法律不承認其原居民身份。早在英國人來港以前在香港水域捕魚的漁民由於沒有土地，法律上亦不視作原居民。

## 歷史

### 開埠前
遠古時期香港已有居民，如西貢黃地峒和大埔丫洲都曾經發現舊石器時代文物。秦漢時期的文物有李鄭屋漢墓等。至於四大族羣是莞寶（東莞、寶安）人，客家人，蜑家人和福佬（又稱鶴佬）人；前二者以務農為生；後二者則以捕魚航運為活，早期的香港均以漁農業為主，靠山吃山，靠水吃水正是當時的謀生寫照。
香港島初期是一個小型的村莊，人口只有幾千人，一八四零年時，香港島有五千多名農民和漁民。請留意，一八四零年的人口統計不包括九龍半島及新界的人口。到了一八九八年英屬香港政府接管新界，調查發現新界地區有十五萬村民的人口，該等原居民開埠前已在港生活。

### 英屬時期
香港的原居民歷史是由1840年鴉片戰爭爆發後，1841年英軍佔領香港島原居民的土地開始，由於清廷欽差大臣琦善與英國政府草擬《穿鼻草約》時，由於清廷及英國政經界分別認為有辱國體及獲利太少，故雙方不承認《穿鼻草約》的存在，但英國軍隊並沒有撤出香港島。1842年《南京條約》簽訂，香港島割讓予英國之後，香港政府便要求香港島土地的地主（通常是居住於新界的原居民）以中國地契換為香港政府地契，很多地主都沒有換契，於是香港政府便沒收這些華人原居民的土地，並拍賣成為香港政府的收入。
1898年簽訂《展拓香港界址專條》租借新界，租約定明是「在所展界內不可將居民逼令遷移、産業入官」，不過香港政府將新界所有地列為官地，而原居民即使已有地契的都變成了租戶。英國則從未就新界這片租借地交過一分一毫的租金。根據道光二十二年（1842年）新安縣記錄，當時的原居民是向清國交地稅（糧），而香港島已有許多圍村、農田和漁村，與英國人說的香港是「一個荒蕪、地瘠山多且天然資源缺乏的小漁村」有出入。
十九世紀英國人不斷沒收原居民在香港島和九龍土地，當1898年租借新界時，一些原居民知道英國又是來沒收土地，就作反抗，並爆發新界六日戰。當英軍打到錦田吉慶圍後，最少500人已被英軍殺死，英軍並把鐵門拆走當作戰利品運往英國，後來約在1920年代交還鐵門。

## 漢族族群
圍頭：廣府人的一支，早在唐宋時本地圍頭人已移居香港新界。
客家：迁界令移居新界。
蜑家：另稱水上人，推測是遠古百越部落的遺裔，並與嶺北南下的中原族群共同融合為漢族，早已在香港水域內、外生活、定居、捕魚，是香港最早期的原居民，英語的「Hong Kong」即譯自蜑家話。
福佬：即閩南人，來自福建，其後聚居於粵東的潮汕、海陸豐一帶，然後移居香港。諳熟水性並多以捕魚或航運為業，是香港另一批水上居民。

### 語言
原居民皆有自己的漢語語言，如圍頭人講圍頭話；蜑家人講蜑家話；客家人講客家話；福佬人講閩南話。其中，圍頭話和蜑家話都是粤语的分支，與標準粵語基本相通。

### 籍貫
由於新界於1898年英國租借新界前，與九龍、新九龍、紅香爐島（香港島）同屬大清廣東新安縣管理（唐前曾名「寶安」，民國以後復用「寶安」）。「香港」、「新界」並非此地之原有名稱。除此之外，新安縣界域包含今天香港及深圳大部分地區。因此，新界原居民的籍貫順理成章寫作「廣東寶安（東莞）」，與現在深圳原居民所寫的籍貫相同。

## 法律
香港割讓予英國之後，香港跟隨英國奉行的習慣法，部分條例在無英式法律可供參考的情況下，只能繼續以《大清律例》作唯一參考對象，成文法管轄範圍之外仍依當地習慣以此法治理華裔香港居民。故此當時的香港有不少因此衍生的法律怪現象：同樣的謀殺罪，歐裔罪犯會以當時的英國法律問吊，但華裔罪犯則會按大清律例問斬；以及即使在大清覆滅一甲子後，其所制定的法律仍於香港通行。
在1970年代，香港政府開始著手將所有參照《大清律例》的案例重新編寫成為成文法，順便利用合適的法例來取代過時的舊法。例如1971年頒布的《婚姻法》就結束了香港男性以《大清律例》為擋箭牌而納妾及休妻的惡習。但在1971年前依《大清律例》訂立的妾侍若仍然在世，她們的子女與後代仍然有承繼權（但承繼權分攤比例少於妻子）。直到1971年，最後一條有關婚姻習俗的法律被香港成文法取代之後，《大清律例》終於走入歷史，從1646年到1971年間歷時共325年。

### 權利
1910年訂立的香港法例第97章《新界條例》規定，新界原居民之遺產承繼權依循傳統習俗由男丁承繼。而已移民海外，持有外國護照的新界原居民，仍然享有身為新界原居民的權益。
1994年3月立法局議員陸恭蕙提交《新界土地（豁免）條例》草案，爭取婦女平等運動，使女原居民也獲繼承權。
新界原居民在所居住的鄉村，享有其自身權益；假若遷居到其他鄉村，就不可以在新居之鄉村享有原居民權益。1937年香港政府將原新九龍劃入九龍，新界原居民並不包括在九龍十三鄉的原居民。
根據《香港基本法》第40條，新界原居民的合法传统权益受香港特别行政区的保护。
根據《香港基本法》第122條，新界原居民所持有的原舊批約地段、鄉村屋地、丁屋地和類似的農村土地，租金維持不變。
殖民地之前香港乃是小農村和小漁港開始，香港島的原居民已經在香港生活多個世紀，因此從英屬香港至現在的特區政府預留農民和漁民墳墓，他們享有免費安葬的權利。
新界原居民的合法傳統權益，包括男性居民有權一生一次，向政府申請興建一間每層面積上限700平方英呎，樓高3層（上限27英呎）的小型屋宇（俗稱丁屋）。新界鄉村的屋宇，可獲豁免繳納差餉，土地契約和與土地有關的一切權利在1997年7月1日以後維持不變，如政府為發展新市鎮而需將原居民的鄉村落搬遷時，需向原居民提供特惠補償。
1972年新界民政署長的黎敦義在向立法局宣布丁屋政策時，已強調丁屋只是一項中短期措施（interim measures）。目的是希望藉興建丁屋，讓原居民獲得環境較佳的居所，因新界當年只有7%房屋是屬於正常的永久性房屋，其餘93%統統是老舊村屋、臨時性房屋甚至是非法搭建物，故准許原居民興建丁屋是迫在眉睫。有評論認為這反映丁屋只是臨時的恩恤政策，並非承認原居民擁有特權。新界民政署（現合併於民政事務總署）內部解密檔案指出港英政府當時因為遺漏「無屋住才可建丁屋」的審批條款，變成男性原居民人人可建丁屋。

### 爭議
部分香港居民對新界原居民的世襲丁權應否繼續存在有非議。
2013年9月12日《大公報》認為大量中國內地來港新移民擁入不是造成現時香港住房短缺的主要原因，而是香港現有住房問題很大程度上是由於新界原居民大量非法佔用土地，以及受到「新界小型屋宇」政策的影響。

## 政治參與
鄉事派以鄉議局、鄉委會等原居民機關及新界社團聯會等鄉郊社團組織為主，1997年前支持英屬香港政府及中華民國政府，但1997年香港主權移交後變成建制派，堅定擁護中華人民共和國政府和香港特別行政區政府，主張「愛國愛港愛鄉」，以維護新界原居民的特權利益為主要特點；與民主派關係惡劣，惟民主派難以撼動鄉事派。部分鄉事派及新界社團聯會成員會以民建聯名義參選。但也有部分鄉事派對傳統建制派不滿，如2015年元朗區議會鄉事派聯同民主派投票給沈豪傑，令梁志祥不能當選區議會主席。

## 人物

### 古代
- 鄧符協：江西吉水人，北宋初年舉家落籍錦田，如今鄧氏是錦田地區望族
- 鄧炎龍：南宋寶祐六年（公元一二五八年）戊午科舉人，香港龍躍頭人，獲得功名後，任漕運官員
- 鄧廷貞：明代成化七年（公元一四七一年）辛卯科舉人，香港錦田人，朝廷任命鄧氏任職廣西藤縣知縣，可惜未上任已經身故

### 當代
- 劉皇發：香港屯門龍鼓灘人，已故前新界鄉議局主席
- 劉業強：劉皇發長子，現任新界鄉議局主席、現任香港立法會議員
- 簡炳墀：香港上水松柏塱村人，為香港賽馬會著名華人練馬師，曾五度成為香港冠軍練馬師
- 侯志強：香港上水河上鄉人，現任上水區鄉事委員會主席、北區區議會當然議員、新界鄉議局當然執行委員及惠州政協委員
- 侯曉彤：網名迷子，香港河上鄉新界原居民、本土派人士、女性政治人物，北區連線及北區動源成員。曾參與2019年香港區議會選舉。父親侯太樂為建造業紮鐵總工會主席。
- 鄧達智：香港著名時裝設計師、電台節目主持人、旅遊家、專欄作家
- 蘇敬恆：香港東涌原居民，香港新聞從業員。曾任無綫新聞中國組高級記者，現任香港電台新聞部主任、城市論壇主持人
- 李政熙：香港新界大圍原居民，「國難五金」負責人
- 何君堯：屯門良田村人，香港激進建制派政治人物、現任香港立法會議員、匯蝶公益創辦人、仁愛堂諮詢局成員、新界關注大聯盟執委公關發言人、新界鄉議局執行委員會當然議員、新界屯門良田村村代表，屯門區議會樂翠前區議員
- 梁志祥：香港元朗八鄉的新界原居民[9][10]，香港政治人物，曾任香港立法會議員
- 謝偉俊：外號「法律超人」，香港新界元朗十八鄉瓦窰頭村（由水蕉老圍分支）原居民，現任香港立法會選舉委員會界別議員及香港灣仔區議會樂活選區議員。
- 張賢登：元朗十八鄉崇正新村原居民[11]。香港民主黨中央黨部秘書長，長期任職民主黨秘書長。歷任民主黨中央委員、中常委和司庫等職。
- 朱頌霏：爱尔兰女政治家，目前擔任愛爾蘭綠黨黨主席，曾任都柏林市市長，其父母为新界原居民，[12]父亲来自沙頭角鹿頸附近的雞谷樹下，母亲来自沙田小瀝源[13]，两人在1970年代的香港移民潮中移居爱尔兰[14]
- 葉鴻輝：香港著名足球運動員，司職守門員，北區沙頭角蓮麻坑村原居民。現時效力香港超級聯賽球隊東方龍獅，同時擔任東方龍獅副隊長。

### 引用
1. ↑  香港古代史。作者：蕭國鍵。香港中華書局 2001年
2. ↑  爾東. 周海燕 , 编. . 香港: 明報出版社有限公司. 2007年4月: 61-62. ISBN 978-962-973-634-7.
3. ↑  香港電台《老土正傳》，2009年3月11日
4. ↑  . 明報新聞網海外版-明報加西版(溫哥華). 2012-01-09  [2012-04-29]. （原始内容存档于2014-02-20）.
5. ↑  . 2024-04-07  [2024-04-07]. （原始内容存档于2025-04-25）.
6. ↑  .   [2011-01-16]. （原始内容存档于2011-08-10）.
7. ↑  鏗鏘集：走了樣的丁屋 （页面存档备份，存于） 香港電台，2011年1月31日
8. ↑  陳偉強. . 大公報. 2013-09-12  [2013-09-13]. （原始内容存档于2016-03-04）. 造成住房短缺現狀的原因複雜。筆者認為，內地移民和香港住房短缺之間關係甚微，或者可以說，現有的住房問題，很大程度上是由於新界原居民大量非法佔用土地，以及受到「新界小型屋宇」政策的影響。
9. ↑  . 文匯報. 2012-08-24  [2016-09-02]. （原始内容存档于2021-02-03） （中文（香港））.
10. ↑  . 大公報. 2012-08-24  [2016-09-02]. （原始内容存档于2016-09-17） （中文（中国大陆））.
11. ↑  張明張賢登搶奪鄉事票，成報，2004-09-13
12. ↑  BBC中文网. . YouTube.   [2021-01-31]. （原始内容存档于2021-06-23）.
13. ↑  Tong, Billy. . 茶杯雜誌. （原始内容存档于2021-02-04） （中文（香港））.
14. ↑  Carney, John. . 南华早报. 2020-08-05  [2021-01-23]. （原始内容存档于2021-03-11） （英语）.

### 書籍
- 劉潤和，《新界簡史》
- Patrick H. Hase，《被遺忘的六日戰爭》
- 王齊樂，《 香港中文教育發展史》
- 劉智鵬，劉蜀永，《 新安縣志》香港史料選

## 外部連結
- 新界原居民合法傳統權益及傳統習俗之歷史溯源-新界鄉議局
- 客家婆婆的廚房-墟市正貨 （页面存档备份，存于）